# St. Martin's (Scilly-eilanden)
St. Martin's (Cornisch: Brechiek of Sen Martyn) is een van de vijf bewoonde eilanden van de Scilly-eilanden, een eilandengroep ca. 45 km voor de kust van Cornwall in het Verenigd Koninkrijk. Het is ook een civil parish.

## Beschrijving
St. Martin's is (samen met het nabijgelegen getijdeneiland White Island) 2,37 km² groot en is zowel het meest noordelijke als het meest oostelijke bewoonde Scilly-eiland. Het ligt ongeveer 3 km ten noorden van het hoofdeiland St. Mary's. Het hoogste punt van St. Martin's is Chapel Down, een 47 m hoge heuvel nabij St. Martin's Head, de noordoostpunt van het eiland. Een groot deel van de kust van het eiland bestaat uit zandstranden.
Op St. Martin's liggen drie dorpjes (van west naar oost): Lower Town, Middle Town en Higher Town. Verder staan verspreid over het eiland wat huizen en boerderijen. In 2001 woonden er in totaal 142 mensen.

## Economie
Een voorname bron van inkomsten op St. Martin's is het toerisme, maar er wordt dankzij het milde klimaat ook aan bollenteelt gedaan, met name van narcissen. Ook vindt er op kleine schaal wijnbouw plaats.
Het enige hotel van het eiland staat in Lower Town, waar ook de enige pub van het eiland is gevestigd. Verder zijn er op St. Martin's enkele pensions en is er bij Middle Town een kleine camping. Op het eiland kunnen fietsen worden gehuurd. Er staat een bekende bakkerij, de St. Martin's Bakery (in 2002 onderscheiden met een BBC Radio 4 Food and Farming Award), waar cursussen worden georganiseerd. Ook zijn er twee kunstgaleries gevestigd, waar eveneens lessen kunnen worden gevolgd.
St. Martin's is vanaf St. Mary's per boot te bereiken. Er zijn twee kades, waarvan de Hotel Quay in Lower Town bij laag water wordt gebruikt, terwijl de Higher Town Quay (ook wel New Quay genoemd) juist bij hoog water wordt benut. Vanaf St. Martin's worden in de zomer boottochten georganiseerd naar de Eastern Isles (waaronder Great Ganilly) en andere Scilly-eilanden.

## Bezienswaardigheden
Op St. Martin's zijn op meerdere locaties overblijfselen van prehistorische bewoning te vinden. Her en der op het eiland vindt men dolmen en cairns. Aan de noordwestzijde van St. Martin's bevinden zich bij Little Bay de resten van een nederzetting uit de bronstijd. Ook zijn daar sporen te zien van vroege landbouw. Die vindt men eveneens bij Chapel Down, waar ook de resten van een vroeg-christelijke kapel kunnen worden aangetroffen.
Bij St. Martin's Head staat een opvallend rood-wit baken ten behoeve van de scheepvaart.

## Afbeeldingen

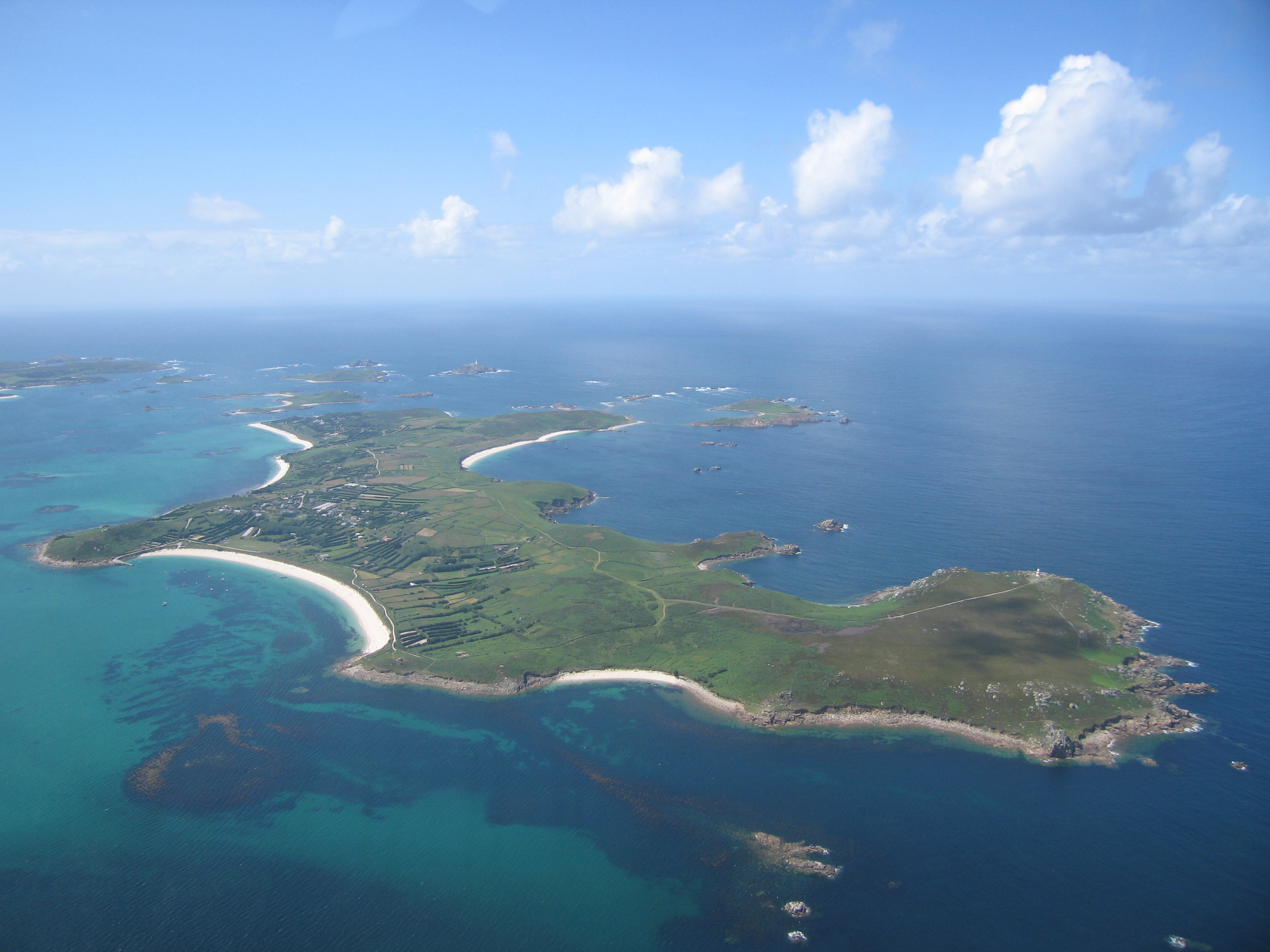
St. Martin's, gezien vanuit het zuidoosten in 2005
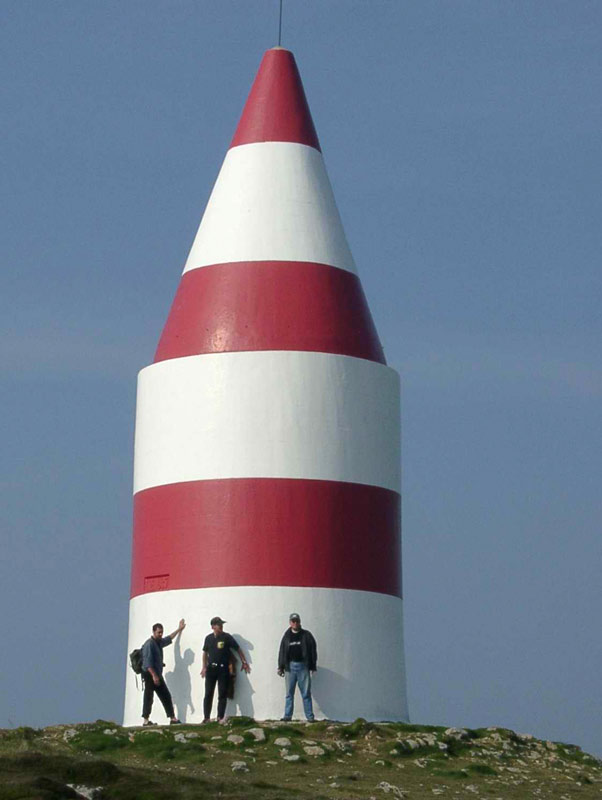
Het rood-witte baken voor de scheepvaart in 2006